# Жердиенко, Николай Терентьевич
Никола́й Тере́нтьевич Жердие́нко (22 июля [3 августа] 1899, Новая Квасниковка, Самарская губерния — 1986, Хабаровск) — советский военный деятель, полковник.

## Биография
Родился в 1899 году в селе Новая Квасниковка. Член КПСС.
С 1919 года — на военной службе. В 1919—1958 гг. — участник Гражданской войны, рядовой, пулемётчик, на командных должностях в Рабоче-Крестьянской Красной Армии, участник Великой Отечественной войны, начальник штаба 356-го запасного стрелкового полка, командир 571-го стрелкового полка 317-й стрелковой дивизии, командир 317-й стрелковой дивизии, заместитель командира корпуса, участник советско-японской войны, командир бригады, военный комендант города Хабаровска.
Умер в Хабаровске в 1986 году.

## Награды
Имеет следующие награды:
- орден Ленина (15 ноября 1950);
- орден Красного Знамени (27 февраля 1943);
- орден Красного Знамени (3 января 1944);
- орден Красного Знамени (6 ноября 1947);
- орден Красного Знамени (13 июня 1952);
- орден Богдана Хмельницкого II степени (23 мая 1945);
- орден Отечественной войны II степени (23 октября 1943);
- орден Отечественной войны II степени (6 апреля 1985);
- орден Красной Звезды (3 ноября 1944);
- медаль «За оборону Кавказа» (1 мая 1944);
- медаль «За победу над Германией в Великой Отечественной войне 1941—1945 гг.» (9 мая 1945);
- медаль «За победу над Японией» (30 сентября 1945).